# Hogenové ze Švarcpachu
Hogenové ze Švarcpachu je jméno vladycké rodiny,která byla usedlá v 16. a 17. století v jižních Čechách. 
Jan Hogen ze Švarcpachu byl osobním komorníkem Petra Voka z Rožmberka. V roce 1597 obdržel na přímluvu svého pána od císaře Rudolfa II. erb, roku 1598 se oženil s Angličankou Annou Koparovou, služebnicí paní Kateřiny z Ludanic, manželky Petra Voka. Ke dvoru Pozděrazi, které obdržel coby svatební dar, dostal od Petra Voka roku 1601 dvě sousední vesničky Jamné a Kroclov. K tomu koupil v roce 1615 tvrz Černý Dub s příslušenstvím. Do rytířského stavu byl Jan Hogen povýšen roku 1604. Jeho syn Jan daroval v roce 1638 své manželce Regině z Budkova 4500 kop a byl roku 1652 hejtmanem na Křivoklátě. Když pak roku 1676 zemřel, převedl na sebe jeho syn Jindřich Václav Černý Dub, ale statek držel jen tři roky. Umíraje, odkázal tento statek v roce 1679 Františku Kořenskému z Terešova na Ostrolově Újezdci a Meziříčí, císařskému radovi a hejtmanu Bechyňského kraje. Kromě těchto Hogenů ze Švarcpachu se ještě připomíná na Černém Dubu Petr Hogen ze Švarcpachu s manželkou Majdalenou Vrchotickou z Loutkova, ale více zpráv o něm není.

## Erb
Modrým břevnem dělený štít, nahoře v červeném poli vyrůstající zlatý lev, dolní pole pětkrát stříbrno-červeně kosmo dělené.